# Die Wege des Herrn
Die Wege des Herrn (dänisch Herrens Veje, engl. Ride Upon the Storm) ist eine 20-teilige dänische Fernsehserie des Drehbuchautors Adam Price mit Lars Mikkelsen in einer der Hauptrollen, für die er mit dem International Emmy Award ausgezeichnet wurde.

## Handlung
In der Serie geht es um die Verstrickungen der altehrwürdigen Pfarrersfamilie Krogh. Der dominante Johannes (Lars Mikkelsen) möchte Bischof von Kopenhagen werden, unterliegt aber seiner Kollegin Monica (Laura Bro). Seine Söhne sind vom Vater stark beeinflusst:
August (Morten Hee Andersen), selbst Pfarrer, möchte sich in einem Kriegseinsatz als Seelsorger selbst beweisen, erschießt aber eine irakische Frau, deren Bild ihn fortan in wiederkehrenden Erscheinungen verfolgt. Trotz psychologischer Behandlung kann er sich nicht davon befreien. Das liegt auch daran, dass ihm sein Vater, dem er davon erzählt, strenges Stillschweigen auferlegt.  Das belastet den jungen Pfarrer in seiner Ehe mit der Ärztin Emilie (Fanny Louise Bernth) und führt am Ende der ersten Staffel zur Katastrophe.
Sein Bruder Christian (Simon Sears) hingegen hat sein Theologiestudium unmittelbar vor dem Examen abgebrochen, betrügt bei der Masterarbeit an einer Business School, wird daraufhin relegiert und schläft schließlich mit der Freundin seines besten Freundes, Mark. Erst auf einer gemeinsamen Nepalreise erfährt Mark davon und trennt sich sofort von Christian. Der stürzt in seiner desolaten Situation einen Steilhang hinab, wird aber von einem buddhistischen Mönch gerettet. Bei dem lernt er über Atemübungen und sorgfältige Arbeit, seine innere Unruhe und seine Oberflächlichkeit zu überwinden.
Die Mutter (Ann Eleonora Jørgensen) verliebt sich in die Norwegerin Liv und hat eine Affäre mit ihr. Der Vater leidet unter schwerem Alkoholmissbrauch, was sich auf die Gemeinde und seine Familie auswirkt.

## Besetzung und Synchronisation
Die deutschsprachige Synchronisation der Serie wurde bei der TaunusFilm Synchron GmbH in Berlin erstellt. Verfasser der Dialogbücher ist Christoph Cierpka. Dialogregie führten Antonia Ganz und Cierpka.
| Rolle           | Darsteller             | Synchronsprecher   |
| --------------- | ---------------------- | ------------------ |
| Johannes Krogh  | Lars Mikkelsen         | Oliver Siebeck     |
| Elisabeth Krogh | Ann Eleonora Jørgensen | Anna Barbara Kurek |
| Christian Krogh | Simon Sears            | Tim Knauer         |
| August Krogh    | Morten Hee Andersen    | Aram Tafreshian    |
| Emilie Krogh    | Fanny Louise Bernth    | Janin Stenzel      |
| Liv             | Yngvild Støen Grotmol  | Jördis Triebel     |
| Svend           | Joen Højerslev         | Gerrit Hamann      |
| Monica Ravn     | Laura Bro              | Silvia Mißbach     |
| Ursula          | Patricia Schumann      | Katja Hiller       |
| Simon Andreasen | Mathias Flint          | Rainer Fritzsche   |
| Lotte           | Maj-Britt Mathiesen    | Marion Elskis      |
| Naja            | Johanne Dal-Lewkovitch | Wicki Kalaitzi     |
| Nete            | Solbjørg Højfeldt      | Traudel Sperber    |
| Mark            | Joachim Fjelstrup      | Till Endemann      |
| Amira           | Camilla Lau            | Nadja Schönfeldt   |
| Daniel          | Lars Ranthe            | Klaus-Peter Grap   |
| Walid           | Hadi Ka-koush          | N.N.               |

## Ausstrahlung
Die erste Folge wurde am 24. September 2017 bei DR1, in Deutschland 2018 bei Arte, ausgestrahlt. Die zweite Staffel wurde ab dem 14. Oktober 2018 bei DR1 gezeigt, 2020 bei Arte.

## Rezeption
Christian Buß bei Der Spiegel sieht ein „Serien-Muss“: „Das ist das Anrührende: wie die Menschen hier mit ganzem Leib um ihre Seele ringen. Glaube hat in dieser Serie etwas Körperliches, Erweckung und Erbauung stehen hier gleichberechtigt neben Liebe und Lust. Und beten fühlt sich in "Die Wege des Herrn" zuweilen fast so gut an wie Sex. Man muss nicht religiös sein, um eine solche Vorstellung von Gott verführerisch zu finden.“
Claudia Reinhard von der FAZ lobt die Personen: „Der Sog entfaltet sich allein über die Figuren und deren private, politische und spirituelle Konflikte. So stellt man sich ein zeitgemäßes Kirchendrama vor.“